# Yngve Sköld
Karl Yngve Sköld (* 29. April 1899 im Socken Vallby, Södermanlands län; † 6. Dezember 1992 auf Ingarö, Gemeinde Värmdö) war ein schwedischer Komponist.
Sköld studierte von 1915 bis 1918 Klavier bei Richard Andersson, außerdem Musiktheorie bei Harald Fryklöf. 1919 legte er sein Organistenexamen ab. Zwischen 1920 und 1922 setzte er seine Ausbildung am Konservatorium Brünn und in Prag fort.
Ab 1923 war er als Pianist bei Svensk Filmindustri beschäftigt sowie bis 1964 als Bibliothekar bei Svenska Tonsättares Internationella Musikbyrå (STIM). Er komponierte sinfonische Werke und Instrumentalkonzerte, Kammermusik, Chorwerke und Lieder.

## Werke
- 3 impromtus
- 5 canzones
- 5 stycken für Cello und Klavier
- Adagio f liten ork
- Adagio für Stimme und Klavier
- Adagio patetico
- Albumblad
- Alla leggenda
- Andante religioso
- Å Svenska flaggans dag av L Hagwald
- Bagatell
- Berceuse f piano
- Betraktelser = Meditazioni: 7 stycken
- Birgittas menuett
- Bröllopsmusik
- Burlesk
- Cantilena
- Concertino f fem blåsare, stråkar och pukor
- Concerto per corno ed orchestra
- Consolation
- Dansfantasi
- Den sång är skönast
- Det hårda villkoret
- Ditt verk är stort …
- Divertimento für Orchester
- Du canzones
- Egyptiska bilder. Tre pianostycken
- Elegie für Streichquartett
- Elegie. För salongsorkester
- Elegie. För liten ork
- Elegisk melodi
- En sommarvisa
- En valsmelodi
- Episode a la valse
- Fantasi
- Fantasi över ett tema av Hilding Sköld
- Fantasi över ett tema av Seraphin E Albisser
- Fantasi-uvertyr
- Fantasivariationer für Klavier
- Festmarsch
- Festpolonäs für Militärorchester
- Försommar
- Gavott für Klavier
- Gavott och Musett
- Giga
- Göinge-visan
- Gustaf Adolfs-Kantat
- Herren min herde är
- Höst
- Impromptu
- In memoriam
- Intermezzo für Orchester
- Intermezzo für Klavier
- Kärlekens örtagård
- Klassisk svit
- Konsert-fantasi nr 2
- Konsert f piano och ork
- Konsert f violin Tarantella
- Konsert für Violine, Cello und Orchester
- Konsertstycke für Trompete und Klavier
- Konsertuvertyr
- Kvartett für zwei Flöten, Cello und Klavier
- Lamentatio: musik för begravningsgudstjänst och meditation
- Legend für Viola und Orchester
- Liten svit
- Löftet
- Lyriskt poem
- Maria, Jesu moder
- Meditation
- Melodi B-dur
- Melodi G-dur
- Menuett
- Norbergs
- Ödesvisan
- O Gud, giv oss din Andes nåd
- Oktoberkväll
- Pastoral
- Pastoralsvit
- Pezzo drammatico
- Poeme elegiaque
- Poem F-dur
- Positivspelaren
- Postludium D-dur
- Preludio e fuga
- Preludium och fuga h-moll
- Religiös hymn
- Romans für Viola und Klavier
- Säg varifrån kom du
- Salig är den
- Sång till människan
- Serenad
- Siciliana con variazioni
- Sinfonia da chiesa
- Skogspromenad
- Sonata für Viola und Klavier
- Sonata für Violine solo
- Sonat für Klavier
- Sonat f piano nr 2
- Sonat für Violine und Orgel
- Sonatin
- Sonatina für Klavier
- Stråkkvartett nr 1
- Stråkkvartett nr 2
- Stråkkvartett nr 3
- Stråkkvartett nr 4
- Suecia
- Suite concertante für Viola und Orchester
- Svit nr 1
- Svit nr 2
- Svit f orkester
- Svit für Orgel
- Svit i gammal stil
- Symfoni nr 1
- Symfoni nr 2
- Symfoni nr 3
- Symfoni nr 4
- Tankar i skymningen. Poem
- Tema med variationer für Klavier
- Tolv sånger
- Toner från Grönköping av L Hagwald
- Trio f 2 violiner & viola
- Trio nr 2
- Trio domestico
- Två dansstycken
- Två stycken für Flöte und Klavier
- Två stycken für Harmonium
- Två visor i folkton
- Vals-Caprice
- Vaggvisa
- Valse chromatique
- Vals-Episod
- Vals-intermezzo für Klavier
- Vårens lärka
- Variationer över en dansmelodi av Hilding Sköld
- Variationer över…Moder Jords vaggvisa av Sari Ivarso
- Variationsfantasi für Klavier
- Violinkonsert
- Violoncellkonsert